# Nauri-Dekret des Sethos I.
Das Nauri-Dekret des Sethos I. beinhaltet Rechts- und Opfervorschriften, die in seinem vierten Regierungsjahr am 1. Peret I. 1287 v. Chr. zur Unterstützung sowie Sicherung seines Totentempels in Abydos im achten oberägyptischen Ta-wer-Gau erlassen wurden.
Den zugehörigen Denkstein ließ Sethos I. in Nauri am dritten Katarakt nahe Sesebi aufstellen.

## Hintergrund

### Religiöse Neuorientierung

Sethos I. als Gerechfertigter vor Isis (Eingangsbereich in seinem Grab KV17).

Die Inhalte des Nauri-Dekrets zeigen die religiöse Neuausrichtung von Sethos I., da sich Sethos I. als „Sohn der Isis (Große Gottesmutter, Herrin des Himmels mit mächtigem Zauber)“ insbesondere auf den Osiris-Kult konzentrierte. Er verlegte seinen Königssitz von Theben nach Memphis, um sich so auch offiziell von der Amun-Priesterschaft zu distanzieren. 
Das Nauri-Dekret nennt neben Osiris auch Ptah und Sokar als jene Götter, die Sethos I. mit der Verordnung aufwertete. Amun-Re wird von Sethos I. zwar weiter als „sein Vater“ verehrt, doch hob Sethos I. den Osirismythos als Grundlage des „gerechten Königtums“ hervor.

### Wirtschaftliche Interessen
Sethos I. änderte mit Regierungsantritt den bisherigen politischen Kurs, um die wirtschaftliche Macht der Amun-Priesterschaft zu schwächen. Das neue Konzept umfasste insbesondere die Totentempel, die nach den Vorstellungen von Sethos I. zu eigenständigen Wirtschaftszentren ausgebaut werden sollten. Das Nauri-Dekret beinhaltete hierfür besondere Einkommenszuweisungen an die Totentempel sowie Steuerbefreiungen.
Die Verordnung regelte insbesondere die Verwendung der Goldproduktion seines nubischen Tempels in Nauri, dessen Lieferungen als Stiftung für den Totentempel in Abydos vorgesehen waren. In diesem Umfeld standen neben dem Tempelpersonal auch die in Nauri ansässigen Goldminenarbeiter unter besonderem Schutz. Ergänzend erließ Sethos I. spezielle Vorschriften für den Schiffstransport mit Goldlieferungen aus Nauri. Jeglicher Diebstahl von Tempelgütern wurde mit besonders schweren Strafen geahndet.